# 피오나 필립스
피오나 필립스(Fiona Phillips, 1961년 1월 1일 ~ )는 잉글랜드의 저널리스트, 방송인, 사회자이다.